# Ernst Frey (Soldat)
Ernst Frey (geboren 10. Juni 1915 in Wien, Österreich-Ungarn; gestorben 1994 in Wien) war ein österreichischer Legionär.

## Leben
Aufgewachsen in Hietzing schloss sich Frey im Jahr 1934 der Kommunistischen Jugend an. Um nach dem Anschluss Österreichs der Judenverfolgung zu entgehen, flüchtete er 1938 von Österreich in die Schweiz und weiter nach Frankreich, dort trat er in die Fremdenlegion ein. Er kämpfte in Algerien und ab 1941 in Indochina. Nach japanischer Kriegsgefangenschaft kam er zum Việt Minh. Dort wurde er Oberst.
Frey kehrte 1951 nach Österreich zurück. Seine Eltern und eine Tante waren im Ghetto Litzmannstadt ermordet worden, seine Schwester war vor der nationalsozialistischen Judenverfolgung nach England entkommen. Frey arbeitete in der Folge als Handelsvertreter. Er heiratete Franzi Preminger, die 1939 mit einem Kindertransport nach England gerettet worden war, sie hatten zwei Kinder.
Frey schrieb über seine Erlebnisse das Buch Vietnam, mon amour. Ein Wiener Jude im Dienste von Ho Chi Minh. Er wurde am Asperner Friedhof bestattet.

## Werke
- Vietnam, mon amour. Ein Wiener Jude im Dienste von Ho Chi Minh. Neuenhagen 2001, ISBN 3-7076-0113-7. (Neuauflage: Czernin Verlag, Wien 2013, ISBN 978-3-7076-0439-9)